# Rzut serca
Rzut serca, pojemność minutowa, CO, Q (od ang. cardiac output) – objętość krwi, jaką serce tłoczy w ciągu jednej minuty do naczyń krwionośnych. Jest iloczynem częstości skurczów serca (HR) i objętości wyrzutowej (SV).
CO = SV x HR
W normalnych warunkach rzut serca u zdrowego mężczyzny wynosi około 5000–6000 ml. Dla celów porównawczych przelicza się go na 1 m² powierzchni ciała, tworząc tak zwany wskaźnik sercowy (jego prawidłowa wartość to 3000–3500 ml/m2). U wytrenowanych dorosłych sportowców pojemność minutowa serca wzrasta do 36 l/min przy maksymalnym wysiłku. Dla wysiłku 200 W wymagany jest CO 20 l/min. 
Rzut serca jest jednym z kluczowych parametrów oceny funkcji serca i ma fundamentalne znaczenie w diagnostyce, leczeniu i ocenie rokowania w chorobach układu sercowo-naczyniowego. Wraz z oporem obwodowym decyduje o średnim ciśnieniu tętniczym krwi. Rzut serca jest z tego powodu jednym z najważniejszych parametrów obrazujących przepływ krwi w naczyniach krwionośnych (hemodynamika). 
Objętość wyrzutową oblicza się najczęściej echokardiograficznie. Można ją też zmierzyć metodą inwazyjną używając specjalnego cewnika wprowadzonego do tętnicy płucnej ale jest ona znacznie bardziej niebezpieczna dla pacjenta. Najszerzej stosowaną metodą jest metoda termodylucji z wykorzystaniem cewnika Swana-Ganza wprowadzonego do tętnicy płucnej. Metoda ta jest często stosowana w monitorowaniu chorych na oddziałach intensywnej terapii. Dzięki postępowi technicznemu można obecnie monitorować rzut serca w sposób ciągły, wykorzystując algorytmy analizujące kontur fali ciśnienia tętniczego, po uzyskaniu wartości wyjściowej metodą termodylucji. Obecnie są dopracowywane nowe metody oznaczania rzutu serca np. pomiary wykorzystujące efekt Dopplera, czy kardiometria elektryczna (bioimpedancja elektryczna (TEB, thoracic electrical bio-impedance)).